# Robert Gratzer
Robert Gratzer (* 9. Juli 1948 in Mariahof, Steiermark; † 6. Mai 2004 in Istanbul) war ein  österreichischer Schriftsteller, Journalist, Dramaturg und Verleger.
Robert Gratzer studierte Betriebswirtschaft, Philosophie, Germanistik und Geschichte. Er begann neben diversen Berufen schriftstellerisch tätig zu werden. Seit den 1980er Jahren war er Dramaturg am Klagenfurter Stadttheater, später am ORF-Landesstudio Kärnten, wo er die Sendereihe Literatur am Sonntag gestaltete. Im Jahre 1992 schrieb Gratzer das Libretto für die Oper  Esther von Ulf-Dieter Soyka.
Daneben verfasste Gratzer eine Reihe von Drehbüchern, wobei unter seinen Auftraggebern viele Wirtschaftsunternehmen waren, daneben auch die Bundeswirtschaftskammer Österreichs. Bekannt wurde er durch den Film Zwei Länder, eine Schule, ein Fest über das St. Georgs-Kolleg in Istanbul, an dem seine Frau Elisabeth als Lehrerin tätig ist.
In den 1990er Jahren arbeitete Gratzer als Pressereferent der Industriellenvereinigung Kärnten sowie als erster Pressechef der Kärntner Tourismusgesellschaft. Daneben war er Geschäftsführer des von ihm gegründeten Alekto-Verlags. Seit 1994 lebte Gratzer in Istanbul und war dort Chefredakteur der  Türkischen Allgemeine. Dort ist er auch begraben worden.